# Homenaje a Los Jaivas
Homenaje a Los Jaivas es el título de un álbum tributo a la banda chilena Los Jaivas, por parte de los exponentes más importantes del rock chileno, grabado y editado en 2006. Para titularlo se escogió la palabra "homenaje", debido a que un "tributo" se realiza luego de la muerte del homenajeado, y Los Jaivas es una banda en constante actividad.
En el álbum se dan cita quince solistas y bandas chilenos, de diversas generaciones, tocando con sus estilos diversas canciones de Los Jaivas, grabadas entre su debut discográfico en 1971 hasta Si Tú No Estás, de 1989. En las radios se promocionó como sencillo la versión de "La conquistada" por Javiera y Los Imposibles. El 7 de diciembre de 2006 estaba planificado un concierto para la presentación en vivo de este álbum, con los músicos que rinden tributo y los homenajeados presentes, pero este fue suspendido posteriormente.

## Lista de canciones
- Letra y música: Los Jaivas, excepto en los temas indicados.

1. "Si Tú No Estás" — Álvaro Henríquez
2. "Vergüenza ajena" — Los Bunkers
3. "Todos juntos" — Los Miserables
4. "Mambo de Machaguay" (Luis Pizarro Cerón) — Sinergia
5. "La conquistada" — Javiera y Los Imposibles
6. "Niña Serrana" (Raúl Pereira, Juan Luis Pereira) — Gonzalo Yáñez con Miguel Tapia y Pedro Frugone
7. "La Poderosa Muerte" (Pablo Neruda, Los Jaivas) — Chancho en Piedra
  - Piano – Claudio Parra.
8. "Bebida Mágica" (Shelter, Mike Collin) — Rock Hudson
9. "Un Día de Tus Días" — Casanova
10. "Sube a Nacer Conmigo Hermano" (Pablo Neruda, Los Jaivas) — Difuntos Correa
11. "Dónde Estabas Tú" — Makiza
12. "Mira Niñita" — DJ Bitman
13. "Foto de Primera Comunión" — Mambotur
14. "Corre Que Te Pillo" — Alejandro Silva y Mariano Pavez
15. "Águila Sideral" (Pablo Neruda, Los Jaivas) — Carlos Cabezas